# Matt Striker
Matthew Kaye (nacido el 26 de junio de 1974) es un luchador profesional estadounidense, conocido por el nombre artístico de Matt Striker, más conocido por su trabajo desde 2005 hasta 2013 en la WWE, donde ejerció como luchador, mánager, entrevistador, comentarista y anfitrión del programa NXT. Actualmente es comentarista de varias empresas independientes.

## Antes de ser luchador
Matthew Kaye trabajó como maestro de estudios sociales en Benjamin N. Cardozo High School en Queens, Nueva York. Sin embargo, dimitió de su cargo como profesor cuando la High School descubrió que Kaye estaba utilizando la licencia por enfermedad como una excusa para seguir con sus compromisos de lucha libre. 
A menudo luchó por la Liga Mayor de Lucha Libre, así como diversas promociones en el circuito independiente de América.

## Carrera

### World Wrestling Entertainment / WWE (2005-2013)

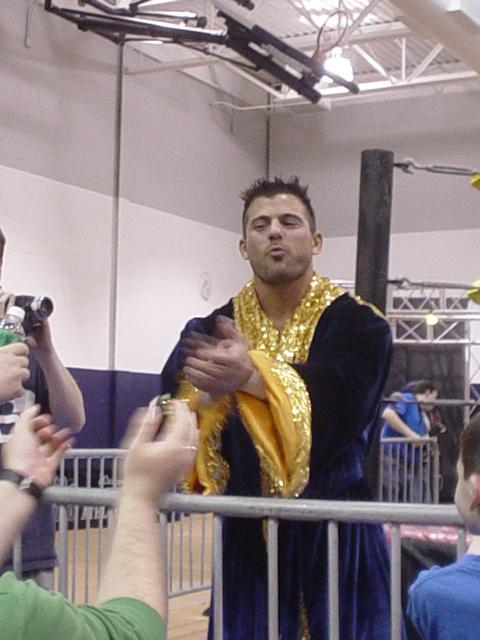
Striker en 2005.

Kaye hizo su primera aparición en la World Wrestling Entertainment durante un comercial del evento King of the Ring en 2002. Kaye interpretó a un hombre que intentó trepar las cuerdas pero cayó.
Fue a un tour de lucha libre de la Pro Wrestling ZERO1-MAX en Japón, donde luchó contra Kurt Angle como Matt Martel en una invitación el 24 de febrero de 2005, en WWE SmackDown! en Filadelfia, Pensilvania.
Después de que fuese revelado que Kaye hubiese sido profesor, y la historia hubiese sido comentada por internet, Matt hizo su segunda aparición en la WWE el 11 de junio de 2005 en WWE Raw de nuevo contra Kurt Angle. Kaye dijo que su nombre era Matt Martel y que venía de Nueva York, pero fue reconocido por Angle, que le llamó Matt Striker y dijo que había salido en las noticias por haber sido despedido de la enseñanza por la lucha libre, y al que Angle había derrotado en Filadelfia. Llamó "mentiroso" a Striker, pero le dio una segunda oportunidad de derrotarle. En los tres minutos de tiempo Angle volvió a ganar, pero Striker resistió durante todo el combate hasta un segundo antes de que acabase. WWE firmó un contrato con él el 12 de julio de 2005.
El 18 de julio, Striker hizo su tercera aparición en la WWE en Filadelfia, Pensilvania, intentando ganar la medalla de oro de Kurt Angle en su invitacional. Esta vez Striker dijo que había sido Matt Martel y que venía de Filadelfia. Llamándole de nuevo "gran mentiroso", Angle le atacó y volvió a ganar por sumisión, aunque antes de eso Striker le había tenido más de dos minutos en su "Happy Monkey Submission".

#### 2005–2006
Striker hizo su debut oficial en el episodio de Heat del 7 de agosto de 2005, donde derrotó a Johnny Parisi. El 28 de septiembre, Matt apareció en el webcast WWE Byte This!, donde comentó su mordaz impresión de Ultimate Warrior, incluyendo numerosas referencias al consumo de esteroides. Él, Todd Grisham y Droz hicieron numerosas burlas a expensas de Warrior, de modo que la edición que se presentó más trade en WWE.com fue editada en muchas partes. Esto se debió a una larga carta de Warrior en la que llamó a Grisham "falso" y a Droz (que había quedado tetrapléjico) "cojo".
El 21 de octubre de 2005, Matt tornó a heel cuando abandonó a su compañero de equipo, Shelton Benjamin, en un combate contra Kerwin White & Nick Nemeth, solo una semana después de que Striker ayudara a Benjamin contra los dos. Tras esto, rodó un promo en el que aparecía diciendo que la WWE era "su escuela". Matt hizo equipo con Kerwin White para derrotar a Val Venis & Shelton Benjamin en el combate Heat de Taboo Tuesday donde Striker cubrió a Benjamin.
El gimmick de profesor heel de Matt le hizo crear un segmento llamado "Matt Striker's Classroom" en RAW, donde debutó el 12 de diciembre; Striker usaba el segmento ofender a la gente con sus valores familiares y los trataba como seres intelectualmente inferiores. El gimmick, que fue comparado con el de Dean Douglas, insultaba a los luchadores, a veces directamente. Poco después, en un combate el 18 de diciembre contra Lance Cade, a quien llamaba "Lancelot", Striker fue lanzado del ring por Cade, haciendo que se dislocase el hombro, lo que le mantuvo inactivo hasta el 23 de enero de 2006, cuando siguió con su "Clasroom".
Striker continuó con su segmento en WWE.com Unlimited por varias semanas. El 21 de febrero Matt anunció que había salido en la portada de GQ Magazine. Tras eso, luchó contra jobbers en Heat.
Striker reapareció en RAW el 17 de abril en otro segmento en el que declaró que "la escuela mola" ("School is Cool"). Sin embargo, el entonces face Carlito cogió la manzana de Striker y se la escupió en la cara. Striker volvió a luchar en RAW el 24 de abril, donde hizo equipo con Chris Masters y el Campeón Intercontinental Shelton Benjamin para enfrentarse a Carlito, Rob Van Dam y Charlie Haas. El equipo de Striker perdió cuando Rob Van Dam cubrió a Benjamin.
En Backlash, Striker comenzó un feudo con el (kayfabe) mentalmente inestable Eugene, después de que Eugene interrumpiera "Matt Striker's Classroom" aplicando un "Stunner" a Matt. Striker se vengó de Eugene la siguiente noche golpeándole el cráneo con un pesado diccionario mientras estaba siendo entrevistado. En este feudo fue envuelto el tweener Carlito, que atacó a Eugene y Matt después de que Eugene le hiciese perder un combate por descalificación contra Striker el 8 de mayo en RAW. El feudo aparentmente acabó cuando Eugene encontró un mentor en Hacksaw Jim Duggan y finalmente fue capaz de derrotar a Striker, después d estar perdiendo contra él dos semanas antes. Tras este combate, Matt golpeó a Eugene con las escaleras del ring, huyendo cuando Hacksaw llegó; no obstante, Striker derrotó a Duggan en un house show.
Tras eso, Striker volvió a Heat, donde derrotó a jobbers hasta que volvió a RAW en junio de 2006, principalmente en WWE Unlimited, y luchando ocasionalmente. En julio hizo equipo con Rob Conway frente a los debutantes The Highlanders; estos ganarían después de Striker abandonase a Conway. Matt se enfrentó a Rob en Heat, ganando.
El combate final de Striker en RAW fue el 21 de julio, cuando fue derrotado con rapidez por John Cena. Esto fue el resultado de que Matt insultase a Cena en un segmento una semana antes, clamando que el Campeón de la WWE Edge era mejor que Cena.

#### 2006–2008
Al final de agosto de 2006, Striker dejó RAW y fue a la nueva marca ECW brand. Striker continuó con su segmento Clasroom, solo interrumpido por The Sandman. Durante el segmento del 5 de septiembre, sin embargo tuvo una controversial alusión a la muerte del naturalista australiano Steve Irwin, que había sido muerto por una raya látigo 36 horas antes. Esta parte fue editada de la emisión en Australia y Vince McMahon hizo una apología pública en WWE.com sobre el incidente:

Nosotros y en WWE pedimos disculpas por el comentario que alude a la muerte de Steve Irwin, que se hizo en ECW in Sy Fy la noche del martes. Se observó, en lo más mínimo, una falta de respeto a los fanes de Irwin y a su familia.

Striker hizo su debut en el ring el 19 de septiembre de 2006 en ECW, haciendo equipo con Mike Knox y Test para enfrentarse a Tommy Dreamer, Sabu, y The Sandman. Después de que Striker eliminase a Sandman empujándolo fuera del ring, Matt y su equipo perdieron por descalificación después de que Test empujase al árbitro.
Striker continuó su feudo con Sandman durante algunas semanas más, hasta que Sandman le derrotó en un Singapore Cane on a Pole match el 17 de octubre de 2006. Striker perdió el combate por cuenta fuera.
En ECW December to Dismember Striker se enfrentó a Balls Mahoney en un "Striker's Rules" Match, un combate en el que no estaba permitido atacar a los ojos, usar técnicas aéreas, tirar del pelo o lenguaje malsonante. Aunque el combate fuese de su propia creación, Striker fue derrotado por Mahoney. El feudo continuó hasta que el 19 de diciembre de 2006 en ECW Striker le derrotó finalmente.
El 6 de febrero de 2007 Matt se unió al stable de Mr. McMahon New Breed, que entró en un feudo con ECW Originals. En WrestleMania 23, New Breed fue derrotada por ECW Originals. Comenzó a aparecer tensión entre Elijah Burke y Striker después de que Matt y Marcus Cor Von fueran derrotados por los debutantes Major Brothers. Eventualmente, New Breed entró en tres feudos simultáneamente: contra ECW Originals, contra CM Punk y contra Major Brothers. En One Night Stand, Striker, Marcus Cor Von y Elijah Bruke perdieron contra Tommy Dreamer, Sandman y CM Punk en un Tables Match.
El 26 de junio de 2007, Matt fue invitado en un Piper's Pit. Desde que fue su cumpleaños, Striker preguntó a Roddy Piper si le habían cantado "Happy Birthday". Mientras cantaba, Piper estampó una tarta en el rostro de Striker, que fue echado del ring por Boogeyman, además de hacerle una "falling chokebomb" y hacerle tragar gusanos. El 10 de julio de 2007, Matt invitó a The Boogeyman a "Matt Striker's Classroom" con la aparente intención de educarle sobre gusanos, pero fue atacado por Boogeyman; en ese instante debutó Big Daddy V, que estampó a Boogeyman contra la mesa y la pizarra de Matt. Striker comenzó a actuar de mánager para Big Daddy V, así como de la superestrella de SmackDown! Mark Henry. El 1 de abril de 2008, volvió a luchar, esta vez contra Finlay; perdió después de una serie de humorísticas tácticas usadas por Hornswoggle. Luego, el 30 de abril de 2008 recibió una "mandible claw" de Mick Foley en uno de sus segmentos. Striker comenzó a aparecer en otro segmento llamado "Best WWEek Worst WWEek", donde comentaba con luchadores y otras celebridades lo mejor y lo peor de la semana, votado por los fanes a través de correos electrónicos. Tras 12 episodios, Matt anunció el fin del segmento debido a tener que dedicarse a comentarista.

#### 2008-2013
Como parte del Supplemental Draft de 2008 Striker fue drafteado a RAW. En SmackDown!, el comentarista Mick Foley fue (kayfabe) lesionado por Edge, por lo que Tazz fue enviado a sustituirle y Striker volvió a la ECW sustituyendo a Tazz. Hizo su debut como comentarista el 5 de agosto en ECW y en SummerSlam en un evento. Desde entonces, Striker fue comentarista, tornando a face y ganando el 2008 Slammy Award al mejor dúo de Anunciadores del año con Todd Grisham. El 7 de abril en ECW, Grisham fue movido a SmackDown, y fue sustituido por Josh Mathews En adición a los comentarios en ECW on SyFy ay eventos, Striker y Mathews representaron a la ECW en WWE Superstars cada semana, comenxando con el episodio inaugural el 16 de abril de 2009. El 27 de octubre de 2009 fue anunciado que Sriker sería movido a SmackDown!, reuniéndose con Grisham, debido a la baja de Jim Ross.
Por su capacidad fue elegido para conducir como Gerente General la nueva marca de la WWE , la NXT, iniciando la Segunda Temporada pidió a los "Pros" darle una bienvenida a los nuevos rookies atacándolos, eso pasó por el Raw de un día antes, que los primeros rookies atacaron a John Cena y al grupo administrativo de la WWE.
El 4 de enero del 2011 fue remplazado por Booker T en la mesa de comentaristas de Smackdown. El 2 de junio en WWE Superstars, cambió a heel al ser el mánager de Tyson Kidd. El 2 de agosto en WWE NXT, volvió como luchador ayudando a Titus O'Neill contra Derrick Bateman y Darren Young cambiando a face. El 9 de agosto fue derrotado por Darren Young. El 18 de octubre en el episodio de Smackdown Striker participó en la mayor Battle Royal de la WWE, pero fue eliminado. El 21 de marzo de 2012 episodio de NXT Redemption, Striker fue secuestrado (Kayfabe) por desconocidos. El 11 de abril fue rescatado por Derrick Bateman y Kaitlyn. En verano del 2012 se convirtió en entrevistador oficial de RAW y Smackdown. El 12 de octubre en SmackDown, intento entrevistar a Kane y Daniel Bryan, pero terminó siendo atacado. El 15 de octubre en RAW, Striker exigió recibir una disculpa, pero en cambio se vio obligado a enfrentarse a Kane en su último combate en la WWE, siendo derrotado. A lo largo de 2013 continuo ejerciendo como entrevistador, entrevistando a luchadores como Sheamus o Randy Orton y también a Divas como Eve Torres. 
El 20 de junio de 2013, anunció vía Twitter que la WWE no le renovó su contrato, y por lo tanto, salió de la empresa.

### Circuito Independiente (2013-presente)
El 21 de junio de 2013, Matt Striker hizo su primera aparición en Family Wrestling Entertainment como comentarista y anunciante por unos meses. El 2 de noviembre de ese mismo año, hizo su regreso al ring enfrentándose a Scorpio Sky por el título máximo de la compañía, saliendo derrotado. Durante julio hasta agosto de 2014, Striker sumó un montón de derrotas en la compañía, teniendo solo dos victorias. En ese mismo mes, Matt Striker se lesionó durante un combate, tomándose tiempo fuera en la compañía.

### Lucha Underground (2014-presente)
El 5 de septiembre de 2014, se reportó que Striker había firmado un contrato con Lucha Underground como el líder anunciante en Inglés, al lado de Vampiro. Ambos se mantuvieron comentando en Inglés durante la primera entera temporada del show, terminando la transmisión el 5 de agosto de 2015. El 21 de septiembre, Lucha Underground confirmó a través de su Twitter que Striker y Vampiro volverían a comentar en Inglés, ya que habría una segunda temporada del show.

### New Japan Pro Wrestling (2015-presente)
A principios del año, Matt Striker y Jim Ross, se convirtieron en los comentaristas regulares de NJPW, comentando juntos por primera vez el 4 de enero de 2015 en el evento Wrestle Kingdom 9 en Tokio, estando casi todo el año comentando en la compañía, hasta tomarse un tiempo libre a fines del mismo año. El 4 de enero de 2016, Striker volvió a la compañía. Esta vez comentando al lado de Kevin Kelly como lo hacía el año anterior.
Lucha libre AAA ( 2018)
Hizo las narraciones de Triplemania XXIV, Triplemania XXV y Triplemania XXVI en inglés junto con Vampiro

## En lucha

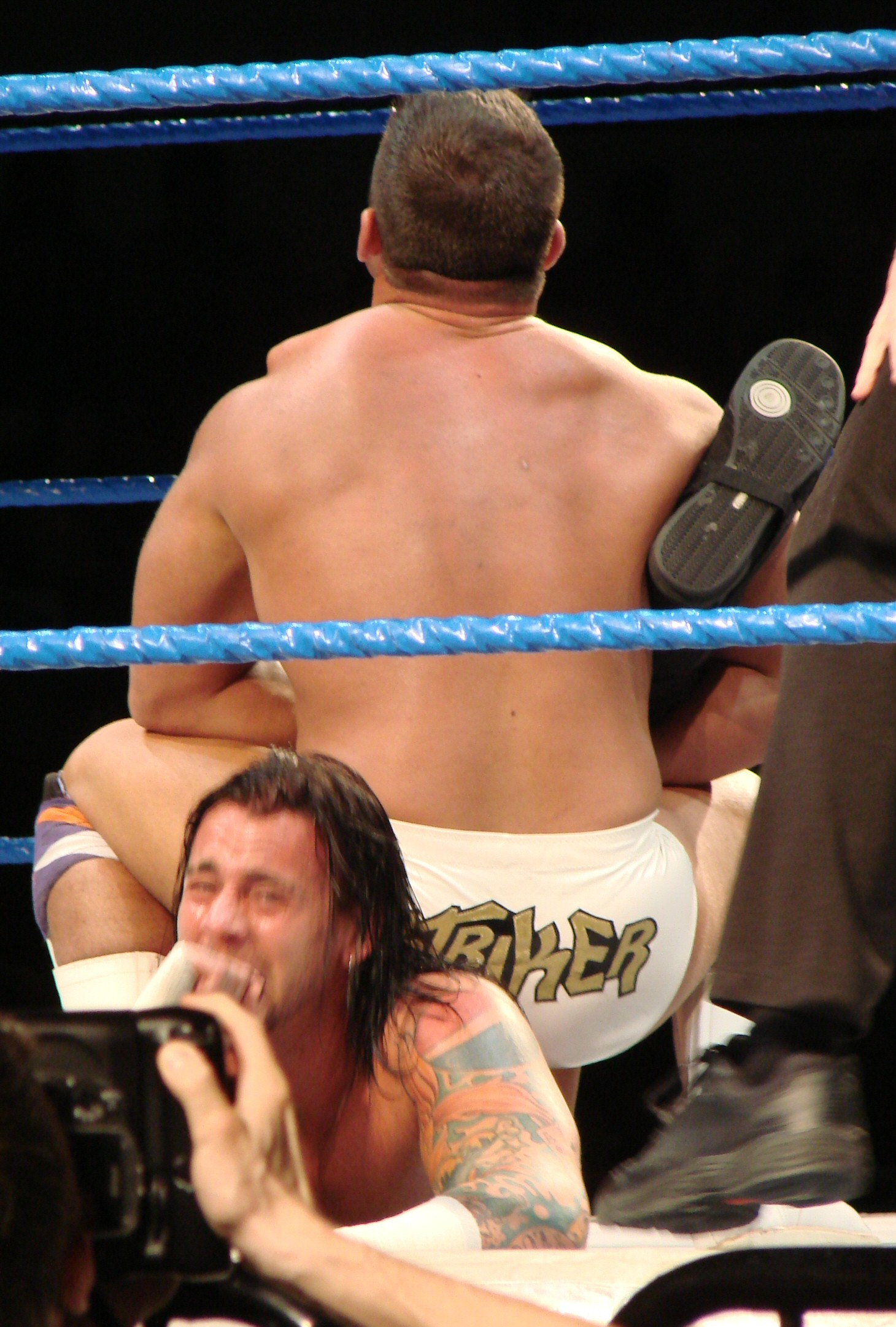
Striker aplicando un single leg Boston crab a CM Punk.

- Movimientos finales
  - Happy Monkey Submission[1][5] (Sleeper hold)
  - Golden Rule[5] (Inverted ovedrive) - 2006-2008
  - Overdrive[1][5] - 2003-2006

- Movimientos de firma
  - Standing STF[1]
  - Double knee backbreaker[1][5]
  - Pendulum backbreaker[1]
  - Thumb to the eye[34]
  - Outward rolling cutter
  - Facewash[35]
  - Cross armbar[34]
  - Single leg Boston crab[35]
  - Varios tipos de DDT:
    - Snap
    - Belly to back suplex
    - Hammerlock[36]
    - Inverted

  - Shoulder neckbreaker[35][37][34]
  - Scoop slam
  - Side headlock[37][34]
  - Cobra clutch[35]
  - Diving crossbody
  - Dropkick[35]
  - Swinging neckbreaker
  - Low blow

- Apodos
  - "Your Teacher" - WWE
  - "The Extreme Educator" - ECW
  - "The Modern Marvel" - MLW
  - "Hot Stuff" Matt Striker - 3PW
  - "Macho Man" Matt Striker - 3PW

- Luchadores dirigidos
  - Big Daddy V
  - Mark Henry

## Campeonatos y logros
- Assault Championship Wrestling
  - ACW Tag Team Championship (1 vez) - con Scotty Charisma[1]

- Connecticut Championship Wrestling
  - CCW Heavyweight Championship (1 vez)[1]

- East Coast Wrestling Association
  - ECWA Tag Team Championship (1 vez) – con Ace Darling[1]

- New York Wrestling Connection
  - NYWC Heavyweight Championship (1 vez)
  - NYWC Tag Team Championship (1 vez) – con Rob Eckos
  - NYWC Interstate Championship (1 vez)

- Premier Wrestling Federation
  - PWF Tag Team Championship (1 vez) – con Josh Daniels

- Total Professional Wrestling
  - TPW Light Heavyweight Championship (1 vez)
  - TPW Tag Team Championship (1 vez) - con Red Flair

- USA Pro Wrestling
  - USA Pro New York State Championship (1 vez)
  - USA Pro Tag Team Championship (2 veces) - con Simon Diamond[38][39]

- Westside Xtreme Wrestling
  - wXw World Tag Team Championship (1 vez) – con Trent?

- World of Unpredictable Wrestling
  - WUW Continental Championship (1 vez)[1]
- World Wrestling Entertainment
  - Slammy Award (1 vez)
    - Announce Team of the Year (2008) – con Todd Grisham[29]

- Pro Wrestling Illustrated
  - Situado en el N°166 en los PWI 500 del 2008[40]